# Zierbena
Zierbena és un municipi de la província de Biscaia, País Basc, pertanyent a la comarca de Gran Bilbao. Fins fa uns pocs anys formava juntament amb Abanto (oficialment Abanto i Zierbena) del municipi d'Abanto-Zierbena. El municipi limita amb els municipis de Santurtzi, Abanto-Zierbena i Muskiz, a més del Mar Cantàbric. En el seu terme municipal es troben: 
- Platja de l'Arena (conjuntament amb Muskiz).
- Part de les instal·lacions del Port Autònom de Bilbao (Punta Lucero).
- Part de les instal·lacions de la refineria de l'empresa Petronor, avui absorbida per Repsol YPF.